# Wettinia praemorsa
Wettinia praemorsa är en enhjärtbladig växtart som först beskrevs av Carl Ludwig von Willdenow, och fick sitt nu gällande namn av Jan Gerard Wessels Boer. Wettinia praemorsa ingår i släktet Wettinia och familjen palmer. Inga underarter finns listade i Catalogue of Life.
Varje exemplar har en ensam stam eller en grupp av upp till tio stammar som blir upp till 15 meter höga och de kan ha en diameter av 15 cm. På toppen bildas 4 till 6 sammansatta blad som har 20 till 30 bladskivor på varje sida och en grågrön färg. Hos varje blomställning förekommer 16 till 26 förgreningar. Artens mogna frukter liknar ägg i utseende med en längd av 2,2 till 2,9 cm. De är gula till bruna.
Palmens ursprungliga utbredningsområde är bergstrakter i Venezuela och Colombia. Den lever vanligen i regioner som ligger 1000 till 1500 meter över havet. Dessutom förekommer den ner till 400 meter och upp till 2400 meter höjd.
Stammarna används som byggmaterial, till exempel för staket.